# Gennadij Sokolskij
Gennadij Sokolskij (russisk: Геннадий Михайлович Сокольский) (født 1. december 1937 i Moskva i Sovjetunionen, død 27. december 2014 i Moskva i Rusland) var en sovjetisk filminstruktør og manuskriptforfatter.

## Filmografi
- Vinni-Pukh i den zabot (Винни-Пух и день забот, 1972)[1]
- Prikljutjenija pingvinjonka Lolo (Приключения пингвинёнка Лоло, 1986)